# Pondok Rejo
Pondok Rejo is een bestuurslaag in het regentschap Sleman van de provincie Jogjakarta, Indonesië. Pondok Rejo telt 5529 inwoners (volkstelling 2010).